# Халха
Халха (на монголски: Халх) е историческа област в днешна Монголия.
Тя обхваща териториите северно от пустинята Гоби. Името започва да се използва през XV-XVI век. За разлика от Джунгарското ханство на запад, Халха остава политически раздробена и в края на XVII век е подчинена от империята Цин.